# Казахско-джунгарская война (1708—1712)
Казахско-джунгарская война (1708—1712) — вооруженный конфликт в первой половине XVIII века между казахами и джунгарами.

## Ход событий

### Джунгарские нашествия
В 1708 году ойратские войска вновь вторглись на территорию Старшего жуза. В результате угрозы нападения и возможного уничтожения, значительная часть казахского населения была вынуждена покинуть свои родные земли и искать защиту в укреплённом Ташкенте.
Таким образом, вторжение ойратских феодалов в 1708 году стало серьёзным испытанием для населения Южного Казахстана. Несмотря на некоторую преувеличенность описаний последствий в ряде источников, нападения действительно причинили ощутимый ущерб племенам и родам Старшего жуза. Угроза со стороны джунгар вызвала массовое перемещение части населения, которое, опасаясь разгрома и порабощения, было вынуждено покинуть свои традиционные земли и искать убежище в укреплённом Ташкенте. Реальная опасность дальнейшего продвижения джунгарских войск способствовала временной консолидации казахских владетелей. Противоречия между ними на время отошли на второй план, и они начали совместный поиск путей организации обороны и координации действий в условиях растущей внешней угрозы.
Последовавшая война между казахами и джунгарами продолжалась с перерывами и не сопровождалась яркими, масштабными сражениями, для казахских биев, батыров и родовых старшин она стала очередным тяжёлым испытанием. Источники позволяют определить её географические рамки, однако освещение самого хода военных действий остаётся фрагментарным и неполным. Тем не менее, известно, что уже в первый год противостояния казахская сторона смогла сформировать ополчение численностью около 30 тысяч человек. Командование этим войском принял на себя молодой, двадцативосьмилетний батыр Богенбай Акшаулы, сыгравший важную роль в организации сопротивления джунгарскому наступлению.
Джунгарские нашествия 1708–1712 годов стали серьёзным испытанием для казахского народа. Этот период отмечен разрушениями хозяйства и человеческими потерями. Ч. Ч. Валиханов писал: «Первое десятилетие XVIII века было ужасным временем в жизни киргизского народа. Джунгары, волжские калмыки, яицкие казаки и башкиры с разных сторон громили их улусы, отгоняли скот и уводили в плен целыми семействами».

### Каракумский курултай
Осенью 1710 года в Кара-Кумах (в Приаралье, к востоку от Улу‑Тау) прошёл важный съезд казахской элиты — биев, батыров, султанов и представителей всех трёх жузов. На фоне усилившегося джунгарского давления и упадка власти стареющего Тауке хана конференция поставила вопрос о назначении старшего хана и командующего ополчением. Тауке, при жизни, благословил Абулхаира и Каипа в качестве соправителей, но ключевой фигурой, благодаря авторитету и военному опыту, стал батыр Богенбай Акшаулы, которого поддержали такие влиятельные личности, как Толе би, Айтеке би, а также султаны Среднего жуза. Богенбай был избран лидером ополчения. Съезд принял решение о решительном сопротивлении джунгарам, поклявшись в единстве и готовности защищать земли.

### Казахские походы
Благодаря достигнутому единству и скоординированным военным действиям, казахские ополчения смогли одержать несколько побед над джунгарами в 1711–1712 годах. 
Цинский посол в Джунгарии в своих донесениях императору Канси сообщал, что в 1712 году отряды казахских джигитов «делали набеги, многие пограничные кочевья совершенно разорили, множество народа погубили, а жен и детей побрали в плен».

## Последствия
После отражения джунгарского нашествия в 1708–1712 годах хан Абулхаир столкнулся с рядом трудностей, важнейшей из которых стали разногласия с Каип-ханом. Усиление подобных конфликтов могло привести к распаду Казахского ханства, поскольку в жузах проявлялись сепаратистские настроения. Историк М.П. Вяткин отмечал, что после смерти Тауке-хана формальное единство ханства сохранилось, хотя и не имело экономических основ и выражалось лишь в подчинении менее влиятельных ханов старшему. В.Н. Витевский, в свою очередь, подчеркивал наличие внутренних распрей у казахов в начале XVIII века, которыми пользовались их соседи: с юго-запада — калмыки, с севера — башкиры и сибирские казаки, а с востока — главный противник, джунгарский правитель Галдан Цэрэн. Также ситуацию осложняли отношения казахов с киргизами, каракалпаками и правителями Коканда и Ташкента.